# Mișcarea separatistă din Moldova

Steagul Moldovei (1834—1861)

Așezarea Moldovei (1812—1861) în Europa

Mișcarea separatistă din Moldova (sau Mișcarea pentru reîntregirea pamînturilor istorice ale Moldovei) a fost o mișcare politică de opoziție față de unirea cu Țara Românească, motivată prin tradiția diferită a celor două țări, dar, mai ales, prin argumente de ordin practic. Mișcarea antiunionistă din Moldova s-a dezvoltat începând din 1856 și s-a manifestat în special în 1859.

## „Prima mișcare patriotică moldovenească”
Mișcarea separatistă din Moldova s-a dezvoltat începând din 1856, în contextul luptei pentru Unirea Principatelor. Printre principalii săi exponenți au fost Nicolae Istrati, Gheorghe Asachi și Costache Negruzzi. Separatiștii  s-au manifestat atât prin intermediul broșurilor, cât și al periodicelor („Patria”, „Nepărtinitorul”). Aceștia avansau teoria decăderii Moldovei și a Iașilor, odată cu deplasarea centrului de greutate politic și administrativ spre București. Mai mult, marginalizarea Moldovei avea să intervină, susțineau ei, și din pricina superiorității numerice a muntenilor față de moldoveni, ce avea să le asigure celor dintâi o mai bună reprezentare în legislativul viitorului stat. Mai mult, stataliștii  moldoveni au știut să speculeze și momentele conflictuale apărute în trecutul istoric al celor două principate, evocând, spre exemplu, luptele purtate de Ștefan cel Mare împotriva muntenilor.
Pe plan politic, stataliștii  au avut, la început, anumite succese, ei reușind, într-o primă fază, să câștige alegerile pentru Divanul Ad-hoc din Moldova, sprijiniți puternic de caimacamii (locțiitorii domnești) Nicolae Vogoride și Teodor Balș. Reușita lor apărea ca una importantă, deoarece Divanul trebuia să se pronunțe cu privire la necesitatea Unirii cu Țara Românească. Repetarea alegerilor, victoria unioniștilor și, implicit, a principiului Unirii, au marcat, pentru moment, înfrângerea patriotismului moldovenesc.

## „A doua mișcare patriotică moldovenească”
După definitivarea Unirii, în 1862, statul român a fost organizat după principiile unei centralizări excesive. Atât din punct de vedere instituțional, cât și economic, Moldova a cunoscut o perioadă de puternic declin, sensibilă mai ales în vechea ei capitală, orașul Iași. Lipsa unor căi de comunicație eficiente (căi ferate, o rețea puternică de șosele) dusese la izolarea Moldovei. Viața socială și culturală ieșeană intrase în declin. Redistribuirea veniturilor bugetare era mai degrabă favorabilă noii capitale și instituțiilor sale. În acest context, stataliștii moldoveni au început din nou să se manifeste. 
Mai întâi a predominat lupta petiționară. Din acest punct de vedere însă, este greu de făcut o distincție clară între stataliști, unioniști și chiar simplii cetățeni fără culoare politică nemulțumiți de noua situație a Moldovei. Centrul din care revendicările au plecat spre București a fost orașul Iași. Cererile moldovenești vizau, în general, nevoia de îmbunătățiri care să atenueze impactul catastrofal al centralizării: stabilirea Înaltei Curți de Casație și Justiție la Iași, stimularea comerțului, dezvoltarea navigației pe Prut. Aceste solicitări au rămas însă fără nici un rezultat. 
Detronarea lui Alexandru Ioan Cuza, la 11/23 februarie 1866, a dat separatiștilor moldoveni  un nou prilej de a se manifesta. Încă din zilele următoare, cele trei zile de iluminație publică prin care a fost sărbătorită la Iași căderea impopularului principe anunțau eventuale tulburări în sensul modificării stării de fapt. Ele aveau să se producă la 3/15 aprilie: o violentă revoltă de stradă a avut loc la Iași. Scopul ei era (după lozincile strigate de participanți) nu separarea propriu-zisă, ci revenirea la Unirea parțială, cu doi domni, două guverne și două Adunări Legislative, așa cum fusese stabilită prin Convenția de la Paris, din 1858. Printre participanții la insurecție s-au numărat frații  Constantin și Alexandru Moruzi, mai mulți membri ai familiei Roznovanu, Teodor Boldur-Lățescu (personaj care s-a ocupat de dirijarea efectivă a mișcării de stradă) și mitropolitul Calinic Miclescu. Scopul mișcării era aducerea la domnie a boierului Nicolae Rosetti-Roznovanu și separarea Moldovei de Țara Românească. După câteva ore de confruntări între 500 de demonstranți (număr foarte mare, pentru acea perioadă) și soldații aduși să potolească revolta, soldate cu morți în ambele tabere, rebeliunea a fost înăbușită.

## După 1866
După revolta din 3/15 aprilie 1866 separatismul moldovenesc și-a pierdut, treptat, din influență, el nemaiconstituind o mișcare importantă în peisajul politic. Singurul său purtător de cuvânt a rămas Teodor Boldur-Lățescu, animator al ziarului satiric „Boldul”. Revendicările moldovenești și conservarea identității regionale au rămas apanajul unei elite diversificate, fără o orientare precisă din punct de vedere politic.